# No Regrets (singel Amandy Lear)
No Regrets – singel francuskiej piosenkarki Amandy Lear, wydany w 1983 roku.

## Ogólne informacje
Był to pierwszy singel pochodzący z płyty Tam-Tam. Został wydany jedynie we Włoszech, odnosząc niewielki sukces. Tekst piosenki, napisany przez samą Amandę, opowiada o tym, iż artystka nie żałuje niczego w swoim życiu. Aranżacją i produkcją utworu zajął się Roberto Cacciapaglia.
Na stronie B singla 7-calowego wydano balladę „It’s All Over”, także pochodzącą z albumu Tam-Tam, natomiast singel 12-calowy zawierał wydłużoną oraz instrumentalną wersję „No Regrets”.

## Teledysk
Teledysk przedstawia piosenkarkę wykonującą utwór topless. Wideoklip swą premierę miał we włoskim programie telewizyjnym Premiatissima, który w tamtym czasie prowadziła Amanda Lear.

## Lista ścieżek
- 7" single[1][2]

1. „No Regrets” – 4:26
2. „It’s All Over” – 3:35

- 12" single[3]

1. „No Regrets” (Extended Vocal Version) – 5:50
2. „No Regrets” (Instrumental Dub) – 5:23